# 迪米塔尔·科瓦切夫斯基
迪米塔尔·科瓦切夫斯基（羅馬化：Dimitar Kovačevski，發音：[di'mitar kɔ'vat͡ʃɛfski]；1974年7月24日—），北馬其頓政治人物、经济学家。曾于2020年至2022年担任副财政部长，2022年至2024年出任北马其顿总理，也是馬其頓社會民主聯盟党主席。

## 背景
科瓦切夫斯基生于库马诺沃，其父为斯洛博丹·科瓦切夫斯基，2000年至2005年担任库马诺沃市长，2006年黑山与北马其顿建立外交关系后，出任北马其顿驻黑山的首任大使。
科瓦切夫斯基在美国明尼苏达州沃特维尔完成高中教育，1998年毕业于圣基里尔麦托迪大学经济系，2003年获该系硕士学位，2008年在黑山大学经济学院获经济系博士学位。
1998年，从大学毕业的科瓦切夫斯基供职于马其顿电信。2005年至2017年，担任公司管理层。2017年至2018年，担任A1奥地利电信集团子公司A1马其顿的执行董事。自2012年起，科瓦切夫斯基先后担任斯科普里两所私立大学的助理教授，先是在斯科普里纽约大学（New York University of Skopje），之后在2018年当选斯科普里美国学院大学教授。2018年，科瓦切夫斯基与他人创办私营公司，在北马其顿国内设立第一家太阳能光伏工厂。
自1994年起，科瓦切夫斯基担任馬其頓社會民主聯盟成员。

## 政治生涯
2020年北馬其頓議會選舉结束后，科瓦切夫斯基获任命为第二届佐蘭·薩耶夫内阁的副财政部长。2020年9月23日，其任命获议会通过。
后来佐兰在2021年地方选举中落败，辞任北马其顿总理和馬其頓社會民主聯盟，导致在议会占多数的执政党出现动摇。尽管如此，佐兰还是在反对联盟马其顿内部革命组织—马其顿民族统一民主党的不信任案投票中顺利过关。之后佐兰内阁再获得四个来自选择党的议员支持，执政联盟进一步加强，而选择当在此之前一直是反对党。科瓦切夫斯基陪同佐兰与选择党进行谈判，这使得他成为最有可能接任佐兰的人选。
佐兰正式辞任社会民主联盟党主席后，科瓦切夫斯基在2021年12月12日的党主席选举中遥遥领先另外两名候选人，接任佐兰成为党主席。2022年1月16日，宣誓就任北马其顿总理。2024年1月25日，宣布辞职。